# Vulpes vulpes stepensis
Vulpes vulpes stepensis es una subespecie de  mamíferos carnívoros  de la familia Canidae.

## Distribución geográfica
Se encuentra en Rusia.